# Sibelius
Sibelius — нотний редактор, створений компанією Sibelius Software. На серпень 2006 року цією програмою користуються 180 000 зареєстрованих користувачів. Програма названа на честь видатного фінського композитора Яна Сібеліуса

## Створення і розвиток
Sibelius розроблявся британськими братами Беном і Джонатаном Фінн для комп'ютерів Acorn Archimedes and Risc PC. Розробка редактора почалась у 1987 році, випущений у 1993 році, вступивши в конкурентне змагання з програмою Finale, що триває і донині. Першим відомим користувачем програми став композитор та редактор Richard Emsley. Першою опублікованою за допомогою «Сібеліусу» композицією став твір Antara Жоржа Бенжаміна.
У вересні 1998 року перша версія для Windows була випущена під назвою «Sibelius», номер версії було скинуто до 1.0. Версія 1.2 для Mac була випущена через кілька місяців, після цього компанія використовувала звичайні номери версій для обох платформ у наступних оновленнях. Партитури, створені на одній платформі, можна було відкрити на іншій, і були зворотно сумісними. Для випуску цих версій програмне забезпечення було повністю переписано на C++, зберігаючи більшість функціональних можливостей оригіналу та користувальницький інтерфейс із численними вдосконаленнями. 
Випуск Sibelius для більш доступних комп'ютерів вивів його на світовий ринок, зокрема на ринок США, де Sibelius Software відкрив офіс наприкінці 1996 року. Після розпаду компанії Acorn Computers невдовзі після випуску Sibelius для Windows подальші версії Acorn не розроблялися. Пізніше компанія Sibelius Software відкрила офіс в Австралії, також обслуговуючи Нову Зеландію, де Sibelius широко використовувався.
У серпні 2006 року, Sibelius Software Ltd була викуплена компанією Avid Technology, американським виробником програмного та апаратного забезпечення для роботи з аудіо та відео. Avid продовжував видавати Sibelius як самостійний нотний редактор, а також інтегрував його з деякими існуючими програмними продуктами.
У липні 2012 року, Avid оголосив про плани позбутися інших своїх споживчих підприємств, закрив офіс Sibelius в Лондоні та звільнив первинну команду розробників, попри протести користувачів, і набрав нову команду програмістів для продовження розвитку Sibelius в Монреалі та Києві. 

## Можливості
Sibelius дозволяє створювати нотний текст у власному форматі з розширенням .sib, відтворювати його та записувати на аудіо CD. Окрім того є можливість експорту файлів у midi-формат та у графічний формат. Плаг-ін Photoscore дозволяє сканувати нотні тексти та імпортувати отримані зображення у нотний редактор.
Існують звукові бібліотеки, створені партнером виробника — компанією Native Instruments, які можуть бути інстальовані в програму для поліпшення якості відтворювання (підтримуються лише у версіях 4.0 і вище). В поставку Sibelius входить компактна бібліотека Kontakt Player, що може бути використана замість стандартних фонтів (sound font) звукової карти.
Починаючи з п'ятої версії Sibelius підтримує VST та Audio Unit плагіни. У 6-й версії Sibelius було введено magnetic layout, що автоматично вирівнює технічні та динамічні позначення, в 7-й інтерфейс програми було змінено на стрічковий інтерфейс, на думку багатьох користувачів - менш зручний для роботи. 2021 року було випущено версію програми для iPad i iPhone. 2021 року було випущено версію програми для iPad i iPhone
Кожна з версій програми при старті відтворює (якщо в настройках не налаштовано інше) один із фрагментів творів Сібеліуса. 1 і 2-га версії — з 7-ї симфонії, 3-тя — з п'ятої, 4-та — з 4-ї, 5-та — з 3-ї симфонії, 7-а - з 7-ї симфонії.

## Принципи роботи
Принцип роботи в Sibelius — контекстно-залежний. Цей принцип дозволяє нам виділити будь-який об'єкт документу (при цьому виділений об'єкт зафарбовується в синій колір) та будь-яким чином редагувати його або вводити наступні об'єкти. Більшість об'єктів також можна також безпосередньо перетягувати мишею.
В порівнянні з іншим нотним редактором Finale, програма володіє кращим автоматичним ранжиром нот, однак меншими можливостями в оперуванні нетрадиційними або новітніми формами запису.
У версії 7.0, Avid перебудувала програму для 64-бітної архітектури, а замість меню запровадила Стрічковий інтерфейс. Ці іновації викликали спротив користувачів, однак компанією цей спротив поки що ігнорується.

## SibeliusMusic.com
SibeliusMusic.com — вебсайт, де користувачі можуть публікувати свої роботи, виконані за допомогою Sibelius'у. На грудень 2006 року сайт нараховував до 60 000 партитур. Публікація здійснюється за допомогою плагіну Sibelius Scorch. Партитури класифікують за жанром, інструментальним складом і т. д.